# بني حطاب (مناخة)

تعديل مصدري - تعديل

بني حطاب هي إحدى قرى عزلة بني خطاب بمديرية مناخة التابعة لمحافظة صنعاء، بلغ تعداد سكانها 386 نسمة حسب تعداد اليمن لعام 2004.